# 1533 en arts plastiques
| Années des arts plastiques : 1530 - 1531 - 1532 - 1533 - 1534 - 1535 - 1536    |
| Décennies des arts plastiques : 1500 - 1510 - 1520 - 1530 - 1540 - 1550 - 1560 |

Cette page concerne l'année 1533 en arts plastiques.

## Œuvres

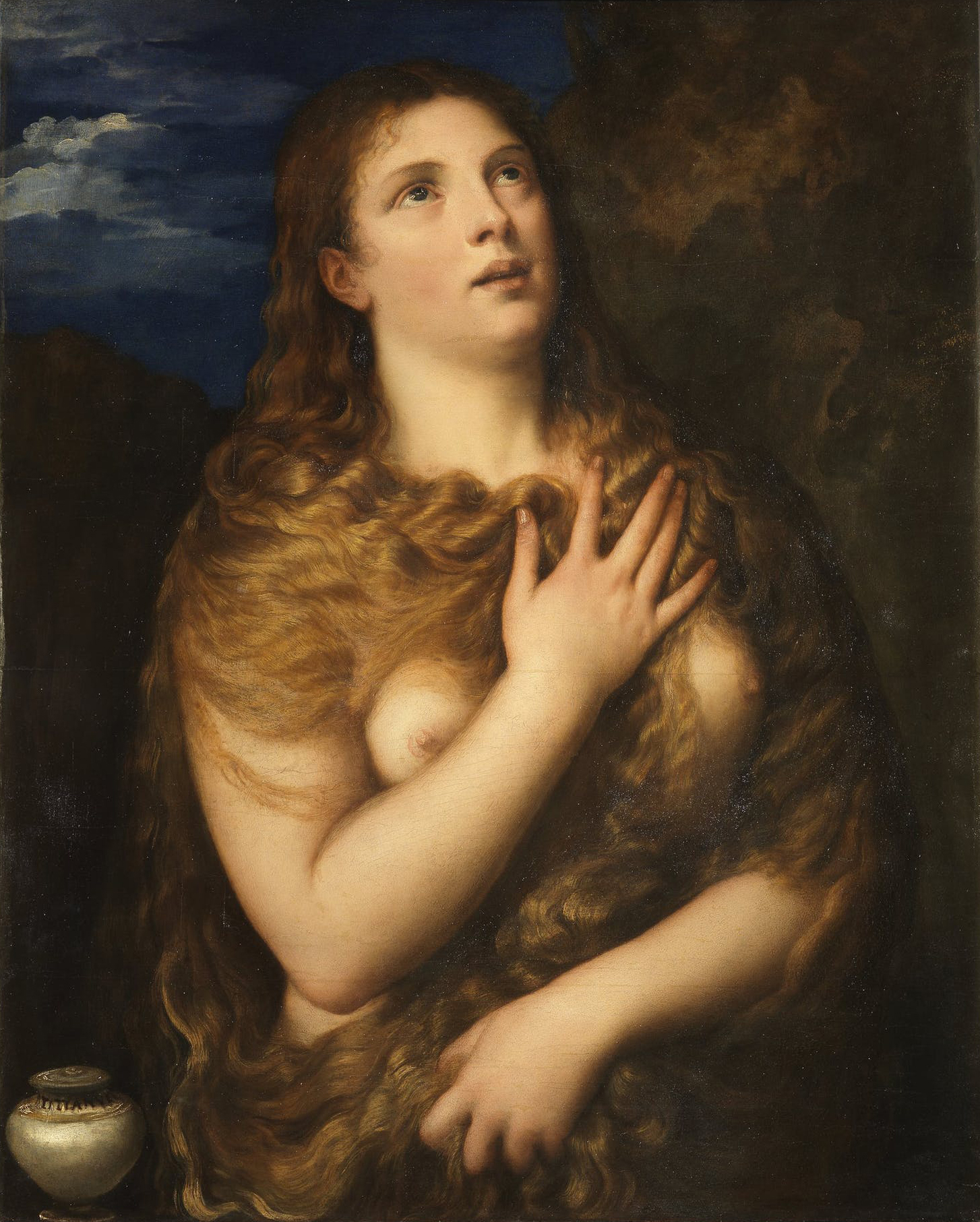
Marie Madeleine, de Titien.

## Naissances
- ? :
  - Giovanni Antonio Dosio, architecte et sculpteur italien († 1611),
  - Stoldo Lorenzi, sculpteur italien († 1583),
  - Giacomo della Porta, architecte et sculpteur italien († 1602),
  - Sadiq Bek, miniaturiste persan, calligraphe, poète et historien-chroniqueur de l'époque safavide († 1610),
  - Kaihō Yūshō, peintre japonais († 1615).

## Décès
- Date précise inconnue :
  - Lucas van Leyden, peintre et graveur néerlandais (° vers 1494),
  - Monte di Giovanni del Fora, peintre, enlumineur et mosaïste italien  de l'école florentine (° vers 1448).